# Liste des circonscriptions législatives de Paris
Paris est, sous la Cinquième République, constitué de trente et une circonscriptions législatives de 1958 à 1986, de vingt-et-une circonscriptions après le redécoupage électoral de 1986 puis de dix-huit circonscriptions depuis le redécoupage de 2010, entré en application à compter des élections législatives de 2012.

## Présentation
Par ordonnance du 13 octobre 1958 relative à l'élection des députés à l'Assemblée nationale, Paris est d'abord constitué de trente et une circonscriptions électorales, sur un total de cinquante-cinq circonscriptions que comporte l'ensemble du département de la Seine.
Lors de la réorganisation de la région parisienne en 1964 et de la départementalisation de la ville de Paris, les trente et une premières circonscriptions de la Seine n'ont pas été affectées et sont devenues les circonscriptions de Paris.
Lors des élections législatives de 1986 qui se sont déroulées selon un mode de scrutin proportionnel à un seul tour par listes départementales, le nombre de sièges de Paris a été réduit de trente et un à vingt et un.
Le retour à un mode de scrutin uninominal majoritaire à deux tours en vue des élections législatives suivantes, a maintenu ce nombre de vingt et un sièges,, selon un nouveau découpage électoral.
Le redécoupage des circonscriptions législatives réalisé en 2010 et entrant en application à compter des élections législatives de juin 2012, a modifié le nombre et la répartition des circonscriptions de Paris, réduit à dix-huit du fait de la forte sur-représentation démographique du département.

## Composition des circonscriptions

### Composition des circonscriptions de 1876 à 1942

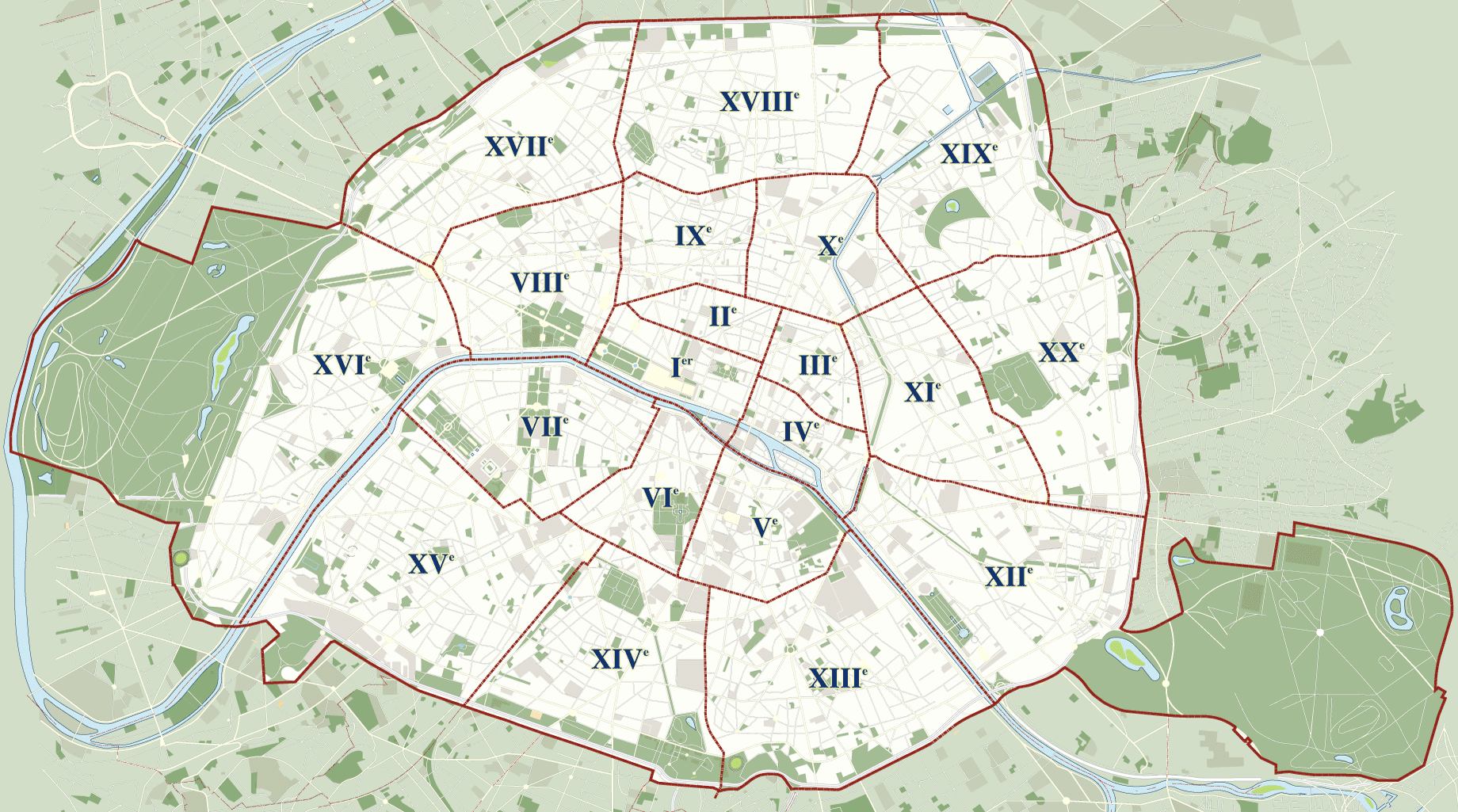
Arrondissements municipaux de Paris à partir de 1860 faisant office de circonscriptions de 1876 à 1942

Par loi du 30 novembre 1875, le scrutin d'arrondissement (uninominal majoritaire à deux tours) est établi au sein de la IIIe République. Il s'agit du mode de scrutin des élections législatives jusqu'en 1936, excepté en 1885 et de 1919 à 1927. Les arrondissements possédant plus de cent mille habitants sont divisés par tranches de cent mille habitants. L'arrondissement de Paris possède la particularité de ne pas posséder de cantons, mais est divisé en 12 puis 20 arrondissements municipaux, faisant office de circonscriptions législatives. Avec l'accroissement de la population depuis la fin du XIXe siècle, les arrondissements municipaux ont pu accueillir plusieurs circonscriptions.

### Composition des circonscriptions de 1946 à 1958

Les circonscriptions de Paris de 1946 à 1958

À compter de 1946, Paris comprend trois circonscriptions, sur les six que compte le département de la Seine.
- 1re circonscription : 5e, 6e, 7e, 13e, 14e et 15e arrondissements

- 2e circonscription : 1er, 2e, 8e, 9e, 16e, 17e et 18e arrondissements

- 3e circonscription :  3e, 4e, 10e, 11e, 12e, 19e et 20e arrondissements

### Composition des circonscriptions de 1958 à 1986
| Les circonscriptions de Paris de 1958 à 1986 |
| -------------------------------------------- |

| 1re 2e 3e 4e 5e 6e 7e 8e 9e 10e 11e 12e 13e 14e 15e 16e 17e 18e 19e 20e 21e 22e 23e 24e 25e 26e 27e 28e 29e 30e 31e |

À compter de 1958, Paris comprend trente et une circonscriptions, sur les cinquante-cinq que compte le département de la Seine.
- 1re circonscription : 1er et 4e arrondissements

- 2e circonscription : 2e et 3e arrondissements

- 3e circonscription : 5e arrondissement

- 4e circonscription : 6e arrondissement

- 5e circonscription : 7e arrondissement

- 6e circonscription : 8e arrondissement

- 7e circonscription : 9e arrondissement

- 8e circonscription : 10e arrondissement

- 9e circonscription : partie du 11e arrondissement (quartier de la Folie-Méricourt et quartier Saint-Ambroise)

- 10e circonscription : partie du 11e arrondissement (quartier de la Roquette et quartier Sainte-Marguerite)

- 11e circonscription : partie du 12e arrondissement (quartier du Bel-Air et section du quartier de Picpus située au nord du boulevard de Reuilly et de l'avenue Daumesnil)

- 12e circonscription : partie du 12e arrondissement (quartier des Quinze-Vingts, quartier de Bercy et section du quartier de Picpus située au sud du boulevard de Reuilly et de l'avenue Daumesnil)

- 13e circonscription : partie du 13e arrondissement (quartier de la Salpêtrière et quartier de la Gare)

- 14e circonscription : partie du 13e arrondissement (quartier Croulebarbe et quartier de la Maison-Blanche)

- 15e circonscription : partie du 14e arrondissement (quartier du Montparnasse, quartier du Petit-Montrouge et quartier du Parc-de-Montsouris)

- 16e circonscription : partie du 14e arrondissement (quartier de Plaisance)

- 17e circonscription : partie du 15e arrondissement (quartier Saint-Lambert)

- 18e circonscription : partie du 15e arrondissement (quartier Necker et section du quartier de Grenelle située au nord du boulevard de Grenelle)

- 19e circonscription : partie du 15e arrondissement (quartier de Javel et section de quartier de Grenelle située au sud du boulevard de Grenelle)

- 20e circonscription : partie du 16e arrondissement (quartier d'Auteuil et section du quartier de la Muette située au sud du boulevard de Beauséjour, de la chaussée de la Muette et de la rue de Passy)

- 21e circonscription : partie du 16e arrondissement (quartier de la Porte-Dauphine, quartier de Chaillot et section du quartier de la Muette située au nord du boulevard de Beauséjour, de la chaussée de la Muette et de la rue de Passy)

- 22e circonscription : partie du 17e arrondissement (quartier des Ternes et section du quartier de la Plaine-de-Monceaux située à l'ouest des rues de Prony et de Courcelles)

- 23e circonscription : partie du 17e arrondissement (section du quartier de la Plaine-de-Monceaux située à l'est des rues de Prony et de Courcelles et section du quartier des Batignolles située à l'ouest des rues Nollet et Darcet)

- 24e circonscription : partie du 17e arrondissement (section du quartier des Batignolles située à l'est des rues Nollet et Darcet et quartier des Épinettes)

- 25e circonscription : partie du 18e arrondissement (quartier des Grandes-Carrières)

- 26e circonscription : partie du  18e arrondissement (section du quartier de Clignancourt située à l'ouest des boulevards Barbès et Ornano)

- 27e circonscription : partie du 18e arrondissement (quartier de la Goutte-d'Or, quartier de la Chapelle et section du quartier de Clignancourt située à l'est des boulevards Barbès et Ornano)

- 28e circonscription : partie du 19e arrondissement (quartier du Combat et section du quartier de la Villette située à l'ouest de la rue de Crimée)

- 29e circonscription : partie du 19e arrondissement (quartier d'Amérique, quartier du Pont-de-Flandre et portion du quartier de la Villette située à l'est de la rue de Crimée)

- 30e circonscription : partie du 20e arrondissement (quartier de Belleville et quartier Saint-Fargeau)

- 31e circonscription : partie du 20e arrondissement (quartier du Père-Lachaise et quartier de Charonne)

### Composition des circonscriptions de 1988 à 2012
| Les circonscriptions de Paris de 1988 à 2012 |
| -------------------------------------------- |

| 1re 2e 3e 4e 5e 6e 7e 8e 9e 10e 11e 12e 13e 14e 15e 16e 17e 18e 19e 20e 21e |

À compter du découpage de 1986, le département de Paris comprend vingt et une circonscriptions délimitées ainsi :
- 1re circonscription : 1er, 2e, 3e et 4e arrondissements.
- 2e circonscription : 5e arrondissement, partie sud du 6e arrondissement (quartier Notre-Dame-des-Champs et une partie du quartier de l'Odéon située au sud d'une ligne définie par l'axe des voies rue de Vaugirard et rue de Médicis).
- 3e circonscription : partie nord du 6e arrondissement (quartier de la Monnaie, quartier Saint-Germain-des-Prés et une partie du quartier de l'Odéon située au nord d'une ligne définie par l'axe des voies rue de Vaugirard et rue de Médicis), 7e arrondissement.
- 4e circonscription : 8e et 9e arrondissements.
- 5e circonscription : 10e arrondissement.
- 6e circonscription : partie du 11e arrondissement (quartiers de la Folie-Méricourt et Saint-Ambroise), partie du 20e arrondissement (quartier de Belleville et une section du quartier du Père-Lachaise située au nord d'une ligne définie par l'axe des voies avenue Gambetta, rue de la Bidassoa et rue Villiers-de-L'Isle-Adam).
- 7e circonscription : partie du 11e arrondissement (quartiers de la Roquette et Sainte-Marguerite), partie du 12e arrondissement (quartier des Quinze-Vingts).
- 8e circonscription : partie du 12e arrondissement (quartiers de Bercy, de Picpus et du Bel-Air).
- 9e circonscription : partie du 13e arrondissement (quartiers de la Salpêtrière et de la Gare et partie du quartier de la Maison-Blanche (à l'est de l'avenue d'Italie et de l'avenue de la Porte-d'Italie).
- 10e circonscription : partie du 13e arrondissement (Croulebarbe et quartier de la Maison-Blanche, à l'ouest de l'axe des voies avenue d'Italie et avenue de la Porte-d'Italie), partie du 14e arrondissement (quartier du Montparnasse et quartier du Parc-de-Montsouris).
- 11e circonscription : partie du 14e arrondissement (quartier de Plaisance et quartier du Petit-Montrouge).
- 12e circonscription : partie du 15e arrondissement (quartier de Grenelle et quartier Necker, et partie du quartier de Javel située au nord des rues de Javel, Lourmel et la Convention).
- 13e circonscription : partie du 15e arrondissement (quartier Saint-Lambert et partie de Javel située au sud des rues de Javel, Lourmel et la Convention).
- 14e circonscription : partie du 16e arrondissement (quartier d'Auteuil, partie du quartier de la Muette située au sud des voies : boulevard de Beauséjour, chaussée de la Muette, rue de Passy, rue de l'Annonciation, rue Raynouard, avenue du Parc-de-Passy, avenue Marcel-Proust, rue d'Ankara et avenue du Président-Kennedy).
- 15e circonscription : partie du 16e arrondissement (quartier de la Porte-Dauphine, quartier de Chaillot, partie du quartier de la Muette située au nord des voies : boulevard de Beauséjour, chaussée de la Muette, rue de Passy, rue de l'Annonciation, rue Raynouard, avenue du Parc-de-Passy, avenue Marcel-Proust, rue d'Ankara et avenue du Président-Kennedy).
- 16e circonscription : partie du 17e arrondissement (quartier des Ternes, quartier de la Plaine-de-Monceaux, section du quartier des Batignolles à l'ouest des voies : rue de Saussure, boulevard Pereire et rue de Rome).
- 17e circonscription : partie du 17e arrondissement (section du quartier des Batignolles à l'est des voies : rue de Saussure, boulevard Pereire et rue de Rome et le quartier des Épinettes), partie du 18e arrondissement (section du quartier des Grandes-Carrières située au nord de la rue Marcadet).
- 18e circonscription : partie du 18e arrondissement (partie du quartier des Grandes-Carrières située au sud de la rue Marcadet), quartier de Clignancourt).
- 19e circonscription : partie du 18e arrondissement (quartier de la Goutte-d'Or, quartier de la Chapelle), partie du 19e arrondissement (quartier de la Villette).
- 20e circonscription : partie du 19e arrondissement (quartier du Pont-de-Flandres, quartier d'Amérique et quartier du Combat).
- 21e circonscription : partie du 20e arrondissement (quartier de Charonne, quartier Saint-Fargeau, partie du quartier du Père-Lachaise située au sud d'une ligne définie par l'axe des voies avenue Gambetta, rue de la Bidassoa et rue Villiers-de-L'Isle-Adam).

### Composition des circonscriptions depuis 2012
| Les circonscriptions de Paris depuis 2012 |
| ----------------------------------------- |

| 1re 2e 3e 4e 5e 6e 7e 8e 9e 10e 11e 12e 13e 14e 15e 16e 17e 18e |

Depuis le nouveau découpage électoral, le département comprend dix-huit circonscriptions délimitées ainsi :
- 1re circonscription : 1er, 2e et 8e arrondissements, partie du 9e arrondissement (quartiers de la Chaussée-d'Antin, du Faubourg-Montmartre et Saint-Georges et partie du quartier de Rochechouart située au sud de la rue Condorcet et de la rue de Maubeuge)
- 2e circonscription : 5e arrondissement, partie du 6e arrondissement (quartiers de la Monnaie, de l'Odéon et Saint-Germain-des-Prés), partie du 7e arrondissement (quartiers du Gros-Caillou, des Invalides et Saint-Thomas-d'Aquin)
- 3e circonscription : partie du 17e arrondissement (quartiers des Batignolles et des Épinettes), partie du 18e arrondissement (section du quartier des Grandes-Carrières, située à l'ouest et au nord de l'avenue de la Porte-de-Montmartre, du boulevard Ney, de la rue du Ruisseau et de la rue Marcadet)
- 4e circonscription : partie du 17e arrondissement (quartiers des Ternes et de la Plaine-de-Monceaux), partie du 16e arrondissement, (quartier de Chaillot et une section du quartier de la Porte-Dauphine située au nord de la rue de la Pompe et de la rue Saint-Didier)
- 5e circonscription : 3e et 10e arrondissements
- 6e circonscription : partie du 11e arrondissement (partie des quatre quartiers de la Folie-Méricourt, Saint-Ambroise, la Roquette et Sainte-Marguerite située à l'est d'une ligne définie par les voies suivantes : rue de la Folie-Méricourt, rue de la Fontaine-au-Roi, avenue Parmentier, rue du Chemin-Vert, rue Saint-Maur, rue Léon-Frot, rue de Charonne et rue Faidherbe), partie du 20e arrondissement (partie des quartiers de Belleville et du Père-Lachaise située à l'ouest d'une ligne définie par l'axe des voies ci-après : rue Piat, rue des Envierges, rue Levert, rue des Pyrénées, rue de Bagnolet, boulevard de Charonne et place des Antilles)
- 7e circonscription : 4e arrondissement, partie du 11e arrondissement (partie des quatre quartiers de la Folie-Méricourt, Saint-Ambroise, la Roquette et Sainte-Marguerite située à l'ouest d'une ligne définie par les voies suivantes : rue de la Folie-Méricourt, rue de la Fontaine-au-Roi, avenue Parmentier, rue du Chemin-Vert, rue Saint-Maur, rue Léon-Frot, rue de Charonne et rue Faidherbe), partie du 12e arrondissement (quartier des Quinze-Vingts)
- 8e circonscription : partie du 12e arrondissement (quartiers de Picpus, du Bel-Air et de Bercy), partie du 20e arrondissement (partie du quartier de Charonne située au sud d'un axe suivant l'avenue de la Porte-de-Montreuil, la rue d'Avron, la rue des Pyrénées, la rue de la Plaine et le boulevard de Charonne)
- 9e circonscription : partie du 13e arrondissement (quartiers de la Salpêtrière, de la Gare et de Croulebarbe)
- 10e circonscription : partie du 13e arrondissement (quartier de la Maison Blanche), partie du 14e arrondissement (partie des quartiers du Parc-de-Montsouris, du Petit-Montrouge et de Plaisance située au sud de l'axe des voies suivantes : avenue Reille, rue Beaunier, rue de Coulmiers, rue Auguste-Cain, rue des Plantes et rue d'Alésia)
- 11e circonscription : partie du 6e arrondissement (quartier Notre-Dame-des-Champs), partie du 14e arrondissement (quartier du Montparnasse et la partie des quartiers du Parc-de-Montsouris, du Petit-Montrouge et de Plaisance située au nord de l'axe des voies suivantes : avenue Reille, rue Beaunier, rue de Coulmiers, rue Auguste-Cain, rue des Plantes et rue d'Alésia)
- 12e circonscription : partie du 7e arrondissement (quartier de l'École-Militaire), partie du 15e arrondissement (quartiers Necker et de Grenelle et la partie du quartier Saint-Lambert située au nord des rues Léon-Lhermitte, Petel, Maublanc, de Vaugirard, Paul-Barruel, Saint-Amand et de Vouillé)
- 13e circonscription : partie du 15e arrondissement (quartier de Javel et partie du quartier Saint-Lambert située au sud des rues Léon-Lhermitte, Petel, Maublanc, de Vaugirard, Paul-Barruel, Saint-Amand et de Vouillé)
- 14e circonscription : partie du 16e arrondissement (quartiers d'Auteuil et de La Muette et partie du quartier de la Porte-Dauphine située au sud de la rue de la Pompe et de la rue Saint-Didier)
- 15e circonscription : partie du 20e arrondissement (quartier Saint-Fargeau, partie des quartiers de Belleville et du Père-Lachaise située à l'est d'une ligne définie par l'axe des voies ci-après : rue Piat, rue des Envierges, rue Levert, rue des Pyrénées, rue de Bagnolet, boulevard de Charonne et place des Antilles, partie du quartier de Charonne située au nord d'un axe suivant l'avenue de la Porte-de-Montreuil, la rue d'Avron, la rue des Pyrénées, la rue de la Plaine et le boulevard de Charonne)
- 16e circonscription : partie du 19e arrondissement (quartiers d'Amérique et du Pont-de-Flandre, partie du quartier du Combat située à l'est de l'avenue Secrétan, de l'avenue Simon-Bolivar et de la rue Henri-Turot)
- 17e circonscription : partie du 18e arrondissement (quartiers de la Goutte-d'Or et de La Chapelle), partie du 19e arrondissement (quartier de la Villette et partie du quartier du Combat située à l'ouest de l'avenue Secrétan, de l'avenue Simon-Bolivar et de la rue Henri-Turot)
- 18e circonscription : partie du 9e arrondissement (partie du quartier de Rochechouart située au nord de la rue Condorcet et de la rue de Maubeuge), partie du 18e arrondissement (quartier de Clignancourt et partie du quartier des Grandes-Carrières située à l'est et au sud de l'avenue de la Porte-de-Montmartre, du boulevard Ney, de la rue du Ruisseau et de la rue Marcadet)